# Puente Lavayén
Puente Lavayén es una localidad argentina en el departamento Santa Bárbara de la Provincia de Jujuy. Se encuentra sobre la Ruta Provincial 6, a 500 metros de la intersección con la Ruta Provincial 1 y 5 km al noroeste de Santa Clara.
La principal actividad económica es el trabajo en las plantaciones de caña de azúcar o cítricos. En la localidad hay una comunidad guaraní.